# 索斯诺夫卡农村居民点 (布良斯克州)
索斯诺夫卡农村居民点（俄语：Сосновское сельское поселение）是俄罗斯联邦布良斯克州维戈尼奇区所属的一个农村居民点。其下辖有5个居民点，行政中心为索斯诺夫卡。据2015年统计，该农村居民点的人口为939人。